# Pleione
Pleione je biljni rod iz porodice kaćunovki smješten u podtribus Coelogyninae, dio tribusa Arethuseae. 
Postoji 24 vrste (bez hibrida) raširenih od Himalaja do središnje Kine i Indokine.

## Vrste
1. Pleione albiflora P.J.Cribb & C.Z.Tang
2. Pleione arunachalensis Hareesh, P.Kumar & M.Sabu
3. Pleione aurita P.J.Cribb & H.Pfennig
4. Pleione autumnalis S.C.Chen & G.H.Zhu
5. Pleione × baoshanensis W.Zhang & S.B.Zhang
6. Pleione bulbocodioides (Franch.) Rolfe
7. Pleione × christianii Perner
8. Pleione chunii C.L.Tso
9. Pleione × confusa P.J.Cribb & C.Z.Tang
10. Pleione coronaria P.J.Cribb & C.Z.Tang
11. Pleione dilamellata Z.J.Liu, O.Gruss & L.J.Chen
12. Pleione formosana Hayata
13. Pleione forrestii Schltr.
14. Pleione grandiflora (Rolfe) Rolfe
15. Pleione hookeriana (Lindl.) Rollisson
16. Pleione humilis (Sm.) D.Don
17. Pleione jinhuana Z.J.Liu, M.T.Jiang & S.R.Lan
18. Pleione kaatiae P.H.Peeters
19. Pleione × kingdonwardii P.J.Cribb & Butterf.
20. Pleione × kohlsii Braem
21. Pleione × lagenaria Lindl. & Paxton
22. Pleione limprichtii Schltr.
23. Pleione maculata (Lindl.) Lindl. & Paxton
24. Pleione × maoershanensis W.Zhang & S.B.Zhang
25. Pleione microphylla S.C.Chen & Z.H.Tsi
26. Pleione pleionoides (Kraenzl.) Braem & H.Mohr
27. Pleione praecox (Sm.) D.Don
28. Pleione saxicola Tang & F.T.Wang ex S.C.Chen
29. Pleione scopulorum W.W.Sm.
30. Pleione × taliensis P.J.Cribb & Butterf.
31. Pleione vietnamensis Aver. & P.J.Cribb
32. Pleione yunnanensis (Rolfe) Rolfe

## Sinonimi
- Gomphostylis Wall. ex Lindl.